# Libuše Domanínská
Libuše Domanínská (* 4. Juli 1924 in Brno; † 2. Februar 2021 in Hodonín) war eine tschechoslowakische Opernsängerin (Sopran).

## Leben

### Familie und Ausbildung
Libuše Domanínská wurde als Libuše Klobásková im Brünner Stadtbezirk Královo Pole geboren. Ihren Bühnennamen Domanínská wählte sie nach der Ortschaft Domanín in der Mährischen Slowakei, dem Geburtsdorf ihrer Eltern. Der Vater spielte Geige, beide Eltern spielten Laientheater, sangen mährische Volksmusik und führten ihre Kinder an die Musik heran. Libuše Domanínská zeigte seit der Vorschule künstlerische Neigungen. In Košice, wohin die Familie umzog, studierte sie Gesang bei Anna Krátká-Hnátková, der Frau ihres Gymnasialprofessors, und trat mit dem Kinderchor in einer Radiosendung und als Solistin auf. 1934 sang sie mit dem Chor auf Schloss Lány bei der Geburtstagsfeier von Tomáš Garrigue Masaryk. Nach ihrer Rückkehr nach Brünn besuchte sie zunächst weiter das Gymnasium, drängte jedoch darauf, dass ihre Eltern sie ans Brünner Konservatorium wechseln ließen. 1940 wurde sie dort Schülerin von Hana Pírková (1894–1944).
Im Januar 1944 wurde sie zum Arbeitsdienst in einer Fabrik im österreichischen Neunkirchen bei Wien verpflichtet. Nach dem Ende des Zweiten Weltkriegs kehrte sie nach Brünn zurück und setzte ihre Studien bei Bohumil Soběský fort. 1946 absolvierte sie das Konservatorium. In ihrem letzten Studienjahr war sie als Solistin an der Janáček-Oper in Brünn engagiert.

### Engagement in Brünn
Noch als Studentin am Konservatorium unterzeichnete sie einen Vertrag mit dem Nationaltheater Brünn, dem sie ab der Saison 1945/46 als Ensemblemitglied angehörte. Am 11. Oktober 1945 debütierte sie dort als Blaženka in der Smetana-Oper Das Geheimnis. Marie Řezníčková, eine Ensemblekollegin, wurde dort ihre neue Gesangslehrerin.
Sie studierte als nächste Rolle die Terenka in Der Jakobiner. 1946 folgten die Smetana-Rollen Mařenka, Vendulka, Krasava und Anežka, außerdem Lidunka in Vilém Blodeks Oper Im Brunnen, Micaëla, Cio-Cio-San und Lauretta. 1947 sang sie Rusalka, Jitka, Mimì und Margarethe. 1948 trat sie erstmals als Gräfin in Figaros Hochzeit auf. Sie übernahm außerdem die Rolle des Aljeja in Aus einem Totenhaus und die Ludiše in Die Brandenburger in Böhmen.
In den ersten vier Jahren ihrer Karriere studierte sie insgesamt 21 Rollen und legte damit den Grundstein für ihr Repertoire. Während ihres Engagements in Brünn verkörperte sie weitere wichtige Rollen der Opernliteratur, wie die Katuška in der Smetana-Oper Die Teufelswand, Xenia in Dimitrij von Antonín Dvořák, Málinka in Die Ausflüge des Herrn Brouček, Tatjana in Eugen Onegin und Jaroslawna in Fürst Igor. Ihre größten Erfolge hatte sie jedoch als Jenůfa und Káťa Kabanová, „welche die Rollen ihres Lebens wurden“.

### Prag und internationale Karriere
Ab 1. Januar 1955 war sie Solistin am Nationaltheater Prag, wo sie bis zum 31. Oktober 1990 im Ensemble blieb und ihr Repertoire weiter ausbaute. Sie sang dort Rollen wie Fiordiligi, Elisabeth von Valois, Abigaille, Desdemona, Aida, Lisa, die Titelrolle in Eva von Josef Bohuslav Foerster, Káča und Julia. Ihre offizielle Abschiedsvorstellung gab sie 1985 am Prager Nationaltheater. 
1955 gastierte sie mit dem Ensemble des Prager Nationaltheaters in Moskau. 1956 gastierte sie an der Komischen Oper Berlin. 1959 sang sie beim Holland Festival in Amsterdam die Káta Kabanová. 1964 war sie mit dem Prager Nationaltheater zu Gast beim Edinburgh Festival, wo sie die Milada in Dalibor bei der britischen Erstaufführung des Werkes sang. Sie gastierte in Brüssel (1958), Helsinki (1960), Barcelona (1965), am Teatro Colón in Buenos Aires (1968), in Italien (1968) und in Deutschland. Ab der Spielzeit 1957/58 sang sie bis 1968 in über 100 Vorstellungen an der Wiener Volksoper die Rolle der Abigaille in Nabucco. 
Ab 1956 war sie fast jedes Jahr zu Gast im Brünner Staatstheater. Sie sang außerdem am Staatstheater Košice (Štátne divadlo Košice) (1962), am Schlesischen Theater (tschechisch: Slezské divadlo) in Opava (1964, 1969), am Mährischen Theater Olmütz (1964), am Stadttheater Pilsen (1968) und am Antonín-Dvořák-Theater in Ostrava (1973).
Libuše Domanínská machte sich auch als Interpretin von Liedern, Kantaten, Oratorien und vokalen symphonischen Kompositionen einen Namen, darunter Werke von Bach, Händel, Mozart, Beethoven, Dvořák, Janáček, und in Uraufführungen zeitgenössischer Komponisten. Zu ihren wichtigsten Leistungen im Konzertsaal gehörte das anspruchsvolle Sopran-Solo in Janáčeks Glagolitischer Messe, mit der sie in vielen Teilen Europas auftrat und die sie auch mit den Dirigenten Břetislav Bakala und Karel Ančerl aufnahm.
Sie war auch eine gefragte Gesangslehrerin. 1974 wurde ihr der Titel „Verdiente Nationalkünstlerin der Tschechoslowakei“ verliehen. 1996 erhielt sie den tschechischen Thalia-Preis für ihr Lebenswerk.
Libuše Domanínská starb Anfang Februar 2021 im Alter von 96 Jahren.

## Stimme und Tonaufnahmen
Libuše Domanínská verfügte über eine „technisch gut kontrollierte und angenehme Stimme“. Hinzu kam ihr Talent für die Bühnengestaltung. Ihre Gesangs- und Schauspielfähigkeiten zeichneten sich durch „große Überzeugungskraft, inneren Ausdruck sowie Sinn für Stil und Liebe zum Detail“ aus.
Sie trat auch im Tschechischen Rundfunk auf, wo sie neben vielen Liedern unter der Leitung des Janáček-Schülers Břetislav Bakala Gesamtaufnahmen von Káťa Kabanová und Das schlaue Füchslein aufnahm. Sie sang auch eine Reihe von Schallplattenaufnahmen ein, u. a. Die Teufelswand (Supraphon 1960, mit Milada Šubrtová als Hedvika).